# Los demás no
Los demás no (en hangul, 남남; romanización revisada del coreano: Namnam) es una serie de televisión surcoreana original de Genie TV, dirigida por Lee Min-woo y protagonizada por Jeon Hye-jin, Choi Soo-young, Ahn Jae-wook y Park Sung-hoon. Se emitió por el canal ENA desde el 17 de julio hasta el 22 de agosto de 2023, en horario de lunes y martes a las 22:00 horas (KST). También está disponible, solo para Corea del Sur, en las plataformas Genie TV y TVING, así como en Viki para algunas zonas del mundo.

## Sinopsis
Kim Eun-mi se quedó embarazada cuando era aún estudiante de secundaria; el padre se desentendió y ella crio sola a su hija, Jin-hee, aunque se puede decir que las dos han crecido literalmente a la vez.
Ahora que tiene cuarenta años, Eun-mi trabaja como fisioterapeuta, mientras que Jin-hee, de veintinueve, trabaja como agente en la comisaría de policía de Namchon. A pesar de su edad, Jin-hee todavía vive con su madre, algo que crea un flujo interminable de peleas entre las dos pese a lo mucho que se quieren.
Por si fuera poco, la vida de Eun-mi da un giro complicado cuando el doctor Park Jin-hong aparece de repente ante ella. Mientras Eun-mi trata de entender al misterioso Jin-hong, Jin-hee se esfuerza por descubrir cómo llevarse bien con su nuevo jefe, Eun Jae-won.

## Reparto

### Principal
- Jeon Hye-jin como Kim Eun-mi, fisioterapeuta y madre soltera que tuvo a su hija cuando estaba en la escuela secundaria.[3][4][5]
  - Park Yi-hyun como Eun-mi de adolescente.
- Choi Soo-young como Kim Jin-hee, la hija de 29 años de Eun-mi, que es jefa del equipo de patrulla en la comisaría de policía de Namchon.[3][6][7][8]
- Ahn Jae-wook como Park Jin-hong, un médico otorrinolaringólogo de personalidad tímida pero pura.[3][4][9]
- Park Sung-hoon como Eun Jae-won, jefe de la comisaría de Namchon y superior de Jin-hee en la academia de policía.[3][10][11]

### Secundario
- Kim Sang-ho como Park Sang-koo, director del departamento de ortopedia.[12]
- Ahn So-yo como Jang Soo-jin, inspectora asistente en la comisaría de Namchon.[13][14]
- Kim Dong-soo como Cha Soon-cheol.[12]
- Kim Hye-eun como Kim Mi-jung, la mejor amiga de Eun-mi, propietaria de un edificio, donde además gestiona un café.[15]
- Im Sung-kyoon como Kim Jin-soo, un escritor de viajes que es amigo de infancia y el primer amor de Jin-hee.[16]
- Seo Ye-hwa como Im Tae-kyung, la mejor amiga de Jin-hee, es una madre trabajadora que cría a un hijo de tres años.[17]
- Yoon Seok-hyun como Oh Young-min.[12]
- Yoo Bi como Cho Young-kyo.[12]
- Kim Da-som como Tae Jung-won.[18]
- Son So-mang como Jung Do-hee, enfermera en el hospital Youngpo Pilsung y la mejor amiga de Jung-won.[18]
- Choi Woo-jung como Choi Sun-jung.[12]
- Kim Se-won como Gong Ga-eul, estudiante de secundaria.[19]
- Kim Sun-bin como Baek Geon, el novio de Ga-eul.[20]
- Kim Joon-kyung.[21]
- Yang Hee-kyung como Sung Ae-ja.
- Kim Young-ok como Lee Kang-sook.

## Producción
Los demás no se basa en un popular webtoon de Kakao con el mismo nombre coreano, Namnam, escrito y dibujado por Jung Young-rong, que ganó el Today's Our Comics Award y superó los veinticinco millones de visitas de los lectores. Jung declaró que los personajes de las dos protagonistas de la serie se ajustaban perfectamente a los de su webtoon, pese a que su configuración se modificara levemente en aquella.
El 8 de marzo concluyó el rodaje; un día después el equipo de producción de la serie anunció los nombres de los cuatro protagonistas. El 13 de junio se publicaron imágenes de la lectura del guion. El 17 de julio se presentó la producción en un hotel de Seúl.

## Audiencia
La serie comenzó con una audiencia muy baja, del 1,3 %, pero esta fue creciendo gradualmente hasta tocar el 3,6 % en el sexto capítulo, superando incluso los datos de los canales que emiten en abierto. Este aumento puede estar relacionado no solo con las dinámicas de la relación entre madre e hija sino también con la variedad y relevancia de los asuntos delictivos tratados. La tendencia al alza continuó y el último episodio superó el 5,5 % de audiencia nacional, confirmando el éxito de la serie, el mayor de ENA desde Woo, una abogada extraordinaria (2022).
| Temporada | Temporada | Episodio número | Episodio número | Episodio número | Episodio número | Episodio número | Episodio número | Episodio número | Episodio número | Episodio número | Episodio número | Episodio número | Episodio número | Promedio |
| Temporada | Temporada | 1               | 2               | 3               | 4               | 5               | 6               | 7               | 8               | 9               | 10              | 11              | 12              | Promedio |
| --------- | --------- | --------------- | --------------- | --------------- | --------------- | --------------- | --------------- | --------------- | --------------- | --------------- | --------------- | --------------- | --------------- | -------- |
|           | 1         | —               | 387             | 522             | 572             | 667             | 767             | 886             | 866             | 891             | 1037            | 1005            | 1141            | 0.795    |

| Episodio | Fecha de emisión     | Índices de audiencia (Nielsen Korea) | Índices de audiencia (Nielsen Korea) |
| Episodio | Fecha de emisión     | Nacional </ref>                      | Seúl                                 |
| --- | -------------------- | ------------------------------------ | ------------------------------------ |
| 1 | 17 de julio de 2023  | 1,266 % (24.ª)                       | 1,258 % (8.ª)                        |
| 2 | 18 de julio de 2023  | 1,611 % (5.ª)                        | 1,687 % (3.ª)                        |
| 3 | 24 de julio de 2023  | 2,479 % (1.ª)                        | 2,804 % (1.ª)                        |
| 4 | 25 de julio de 2023  | 2,747 % (2.ª)                        | 3,163 % (2.ª)                        |
| 5 | 31 de julio de 2023  | 2,886 % (1.ª)                        | 3,252 % (1.ª)                        |
| 6 | 1 de agosto de 2023  | 3,623 % (1.ª)                        | 3,950 % (2.ª)                        |
| 7 | 7 de agosto de 2023  | 3,873 % (1.ª)                        | 4,774 % (1.ª)                        |
| 8 | 8 de agosto de 2023  | 3,910 % (1.ª)                        | 4,452 % (1.ª)                        |
| 9 | 14 de agosto de 2023 | 4,527 % (1.ª)                        | 5,536 % (1.ª)                        |
| 10 | 15 de agosto de 2023 | 4,401 % (1.ª)                        | 4,762 % (1.ª)                        |
| 11 | 21 de agosto de 2023 | 4,683 % (1.ª)                        | 5,191 % (1.ª)                        |
| 12 | 22 de agosto de 2023 | 5,532 % (1.ª)                        | 6,484 % (1.ª)                        |
| Promedio | Promedio             | 3,462 %                              | 3,943 %                              |
| - En la tabla superior, los números azules representan las calificaciones más bajas y los números rojos representan las más altas. - Esta serie se transmite en un canal de cable/televisión de pago, que normalmente tiene una audiencia menor respecto a las emisoras de televisión públicas/gratuitas (KBS, SBS, MBC y EBS). |                      |                                      |                                      |